# Liste des titres musicaux numéro un en Allemagne en 1976
Cette page liste les titres numéro un dans les meilleures ventes de disques en Allemagne pour l'année 1976 selon Media Control Charts.
Les classements sont issus des 100 meilleures ventes de singles et des 100 meilleures ventes d'albums. Ils se déroulent du vendredi au jeudi, et sont publiés le mardi par l'industrie musicale allemande.

## Classement des singles
| №  | Date         | Artiste              | Titre                |
| -- | ------------ | -------------------- | -------------------- |
| 1  | 2 janvier    | Jean-Claude Borelly  | Dolannes mélodie     |
| 2  | 9 janvier    | Jean-Claude Borelly  | Dolannes mélodie     |
| 3  | 16 janvier   | Penny McLean         | Lady Bump            |
| 4  | 23 janvier   | Jean-Claude Borelly  | Dolannes mélodie     |
| 5  | 30 janvier   | Harpo                | Moviestar            |
| 6  | 6 février    | ABBA                 | Mamma Mia            |
| 7  | 13 février   | Harpo                | Moviestar            |
| 8  | 20 février   | Harpo                | Moviestar            |
| 9  | 27 février   | Harpo                | Moviestar            |
| 10 | 5 mars       | Pussycat (nl)        | Mississippi          |
| 11 | 12 mars      | Pussycat (nl)        | Mississippi          |
| 12 | 19 mars      | Pussycat (nl)        | Mississippi          |
| 13 | 26 mars      | Pussycat (nl)        | Mississippi          |
| 14 | 2 avril      | Frank Farian         | Rocky                |
| 15 | 9 avril      | Pussycat             | Mississippi          |
| 16 | 16 avril     | Frank Farian         | Rocky                |
| 17 | 23 avril     | Frank Farian         | Rocky                |
| 18 | 30 avril     | ABBA                 | Fernando             |
| 19 | 7 mai        | Frank Farian         | Rocky                |
| 20 | 14 mai       | ABBA                 | Fernando             |
| 21 | 21 mai       | ABBA                 | Fernando             |
| 22 | 28 mai       | ABBA                 | Fernando             |
| 23 | 4 juin       | ABBA                 | Fernando             |
| 24 | 11 juin      | ABBA                 | Fernando             |
| 25 | 18 juin      | ABBA                 | Fernando             |
| 26 | 25 juin      | The Bellamy Brothers | Let Your Love Flow   |
| 27 | 2 juillet    | The Bellamy Brothers | Let Your Love Flow   |
| 28 | 9 juillet    | The Bellamy Brothers | Let Your Love Flow   |
| 29 | 16 juillet   | The Bellamy Brothers | Let Your Love Flow   |
| 30 | 23 juillet   | The Bellamy Brothers | Let Your Love Flow   |
| 31 | 30 juillet   | Jürgen Drews         | Ein Bett im Kornfeld |
| 32 | 6 août       | Jürgen Drews         | Ein Bett im Kornfeld |
| 33 | 13 août      | Jürgen Drews         | Ein Bett im Kornfeld |
| 34 | 20 août      | Jürgen Drews         | Ein Bett im Kornfeld |
| 35 | 27 août      | Jürgen Drews         | Ein Bett im Kornfeld |
| 36 | 3 septembre  | Jürgen Drews         | Ein Bett im Kornfeld |
| 37 | 10 septembre | Boney M.             | Daddy Cool           |
| 38 | 17 septembre | ABBA                 | Dancing Queen        |
| 39 | 24 septembre | Boney M.             | Daddy Cool           |
| 40 | 1er octobre  | Boney M.             | Daddy Cool           |
| 41 | 8 octobre    | Boney M.             | Daddy Cool           |
| 42 | 15 octobre   | Boney M.             | Daddy Cool           |
| 43 | 22 octobre   | Boney M.             | Daddy Cool           |
| 44 | 29 octobre   | Boney M.             | Daddy Cool           |
| 45 | 5 novembre   | Boney M.             | Daddy Cool           |
| 46 | 12 novembre  | Boney M.             | Daddy Cool           |
| 47 | 19 novembre  | Boney M.             | Daddy Cool           |
| 49 | 26 novembre  | Boney M.             | Daddy Cool           |
| 50 | 3 décembre   | David Dundas         | Jeans On             |
| 51 | 10 décembre  | Boney M.             | Daddy Cool           |
| 52 | 17 décembre  | ABBA                 | Money, Money, Money  |
| 53 | 24 décembre  | ABBA                 | Money, Money, Money  |
| 54 | 31 décembre  | ABBA                 | Money, Money, Money  |

## Classement des albums
| №  | Date         | Artiste              | Titre                              |
| -- | ------------ | -------------------- | ---------------------------------- |
| 1  | 2 janvier    | Compilation Ariola   | Super 20 - Super Neu               |
| 2  | 9 janvier    | Compilation Ariola   | Super 20 - Super Neu               |
| 3  | 16 janvier   | Compilation Ariola   | Super 20 - Super Neu               |
| 4  | 23 janvier   | Compilation Ariola   | Super 20 - Super Neu               |
| 5  | 30 janvier   | Compilation K-tel    | Disco Hits                         |
| 6  | 6 février    | Compilation K-tel    | Disco Hits                         |
| 7  | 13 février   | Compilation K-tel    | Disco Hits                         |
| 8  | 20 février   | Compilation K-tel    | Disco Hits                         |
| 9  | 27 février   | Compilation K-tel    | Disco Hits                         |
| 10 | 5 mars       | Compilation K-tel    | Disco Hits                         |
| 11 | 12 mars      | Compilation K-tel    | Disco Hits                         |
| 12 | 19 mars      | Compilation K-tel    | Disco Hits                         |
| 13 | 26 mars      | Compilation K-tel    | Disco Hits                         |
| 14 | 2 avril      | Compilation K-tel    | Music Box                          |
| 15 | 9 avril      | Compilation K-tel    | Music Box                          |
| 16 | 16 avril     | Compilation K-tel    | Music Box                          |
| 17 | 23 avril     | Compilation K-tel    | Music Box                          |
| 18 | 30 avril     | Compilation K-tel    | Pop Express                        |
| 19 | 7 mai        | Compilation K-tel    | Pop Express                        |
| 20 | 14 mai       | Compilation K-tel    | Pop Express                        |
| 21 | 21 mai       | Compilation K-tel    | Pop Express                        |
| 22 | 28 mai       | Compilation K-tel    | Pop Express                        |
| 23 | 4 juin       | Compilation Polystar | 20 Original Top Hits               |
| 24 | 11 juin      | Compilation Polystar | 20 Original Top Hits               |
| 25 | 18 juin      | Compilation Polystar | 20 Original Top Hits               |
| 26 | 25 juin      | Compilation Polystar | 20 Original Top Hits               |
| 27 | 2 juillet    | Otto                 | Das 4. Programm                    |
| 28 | 9 juillet    | Otto                 | Das 4. Programm                    |
| 29 | 16 juillet   | Otto                 | Das 4. Programm                    |
| 30 | 23 juillet   | Otto                 | Das 4. Programm                    |
| 31 | 30 juillet   | Compilation          | Best of                            |
| 32 | 6 août       | Compilation          | Best of                            |
| 33 | 13 août      | Compilation          | Best of                            |
| 34 | 20 août      | Compilation          | Best of                            |
| 35 | 27 août      | Compilation          | Best of                            |
| 36 | 3 septembre  | ABBA                 | The Very Best of ABBA (Musikladen) |
| 37 | 10 septembre | ABBA                 | The Very Best of ABBA (Musikladen) |
| 38 | 17 septembre | ABBA                 | The Very Best of ABBA (Musikladen) |
| 39 | 24 septembre | ABBA                 | The Very Best of ABBA (Musikladen) |
| 40 | 1er octobre  | Compilation K-tel    | Starparade                         |
| 41 | 8 octobre    | Compilation K-tel    | Starparade                         |
| 42 | 15 octobre   | Compilation K-tel    | Starparade                         |
| 43 | 22 octobre   | Compilation K-tel    | Starparade                         |
| 44 | 29 octobre   | Compilation K-tel    | Disco Rocket                       |
| 45 | 5 novembre   | Compilation K-tel    | Disco Rocket                       |
| 46 | 12 novembre  | Compilation K-tel    | Disco Rocket                       |
| 47 | 19 novembre  | Compilation K-tel    | Disco Rocket                       |
| 49 | 26 novembre  | Compilation K-tel    | Disco Rocket                       |
| 50 | 3 décembre   | Compilation Philips  | Hithaus mit Herz                   |
| 51 | 10 décembre  | Compilation Philips  | Hithaus mit Herz                   |
| 52 | 17 décembre  | Compilation Philips  | Hithaus mit Herz                   |
| 53 | 24 décembre  | Compilation Philips  | Hithaus mit Herz                   |
| 54 | 31 décembre  | Neil Diamond         | Beautiful Noise                    |